# Franz Stadelmann (Autor)
Franz Stadelmann (* 25. Oktober 1954 in Geuensee, Kanton Luzern) ist ein Schweizer Ethnologe, Entwicklungshelfer und Publizist.

## Leben
Franz Stadelmann studierte an der Universität Basel Ethnologie, Geografie und Sprachwissenschaft und spezialisierte sich dabei auf Afrika. Das Studium finanzierte er sich als Fernfahrer. Mit seinem Roman Dieselstrasse beschrieb er die Welt der letzten „Helden der Landstrasse“. Als Schriftsteller war er in den 1980er und 90er Jahre Mitglied der Gruppe Olten. Dieselstrasse wurde 2008 neu aufgelegt.
Von 1983 bis 1985 fuhr er mit einem VW-Bus von der Schweiz nach Westafrika, über Zentralafrika nach Kenia und dann nach Südafrika. Unterwegs schrieb er Reportagen.
1988 ging er für die Schweizer Entwicklungshilfe nach Madagaskar und leitete seither zahlreiche Projekte und Nothilfeaktionen in Madagaskar und in anderen Ländern Afrikas, so in Mozambique, Sudan, Burundi, Liberia. 1994 gründete er in Madagaskar die Organisation PRIORI, mit der er speziell lokale Initiativen fördert, aber auch Reisen auf der ganzen Insel organisiert. Sein Wissen über Land und Leute hat er in einem Buchmanuskript mit dem Titel Madagaskar: Reis und Leben verarbeitet; es wird vom Autor auf der Website von PRIORI zur Verfügung gestellt.
2008 eröffnete er in Antananarivo das erste Piratenmuseum der Insel, wozu er auch die Recherchen machte und die Ausstellungstexte schrieb.
2009 befuhr er mit fünf Kollegen erneut die 'Dieselstrasse', also die Transportroute zwischen Europa und Iran / Teheran. 2014 setzte er die Reise auf dem Landweg weiter von Teheran bis nach China. 2018 von der Schweiz nach Senegal.
2010 gründete er in Basel / Schweiz das Madagaskarhaus als Kultur-, Info- und Reisezentrum für Madagaskar.

## Werke
- Dieselstrasse. Roman. Zytglogge, Gümligen 1985, ISBN 3-7296-0220-9. Seither mehrere Neuauflagen.
- Dieselstrasse. Roman. Stadelmann, Basel 2008, ISBN 978-3-033-01816-7.
- Madagaskar (Text). Bilder von Jan Greune. Stürtz, Würzburg 1998, ISBN 3-8003-0902-5.
- Reise durch Madagaskar (Text). Bilder von Ellen Spinnler und Romy Müller. Stürtz, Würzburg 2014, ISBN 978-3-8003-4216-7.
- Madagaskar. Tropenwunder im Indischen Ozean (Text). Bilder von Ellen Spinnler. Stürtz, Würzburg 2016, ISBN 978-3-8003-4860-2.
- Reise durch die Komoren und Mayotte (Text). Bilder von Ellen Spinnler. Stürtz, Würzburg 2018, ISBN 978-3-8003-4294-5.
- Madagaskar. PRIORI - Kultur und Kulinarik (Text). Bilder von Ellen Spinnler. PRIORI Verlag 2019, ISBN 978-3-033-07397-5.